# ناحیه التحریر
ناحیهٔ التحریر (به عربی: مدیریة التحریر) یک ناحیه در یمن است که در صنعا واقع شده‌است. ناحیهٔ التحریر ۶۶٬۸۹۸ نفر جمعیت دارد.